# Championnat du Danemark de football 1997-1998
Navigation
Saison précédente Saison suivante
La saison 1997-1998 du Championnat du Danemark de football était la 85e édition du championnat de première division au Danemark. Les 12 meilleurs clubs du pays se retrouvent au sein d'une poule unique, la Superligaen, où ils s'affrontent 3 fois, à domicile et à l'extérieur. À l'issue du championnat, les deux derniers du classement sont relégués et remplacés par les 2 meilleurs clubs de 1.division.
C'est le Brøndby IF, double champion du Danemark en titre, qui remporte la compétition en terminant en tête de la poule. C'est le 8e titre de champion du Danemark de l'histoire du club. Brøndby réalise d'ailleurs le doublé Coupe-championnat en battant le FC Copenhague en finale de la Coupe du Danemark.

## Les 12 clubs participants
| - FC Copenhague - Herfølge BK - AGF Aarhus - Ikast FS - Promu de 1.division - Silkeborg IF - Aarhus Fremad - Promu de 1.division | - Akademisk Boldklub - OB Odense - Lyngby BK - Brondby IF - AaB Aalborg - Vejle BK |

## Compétition

### Classement
Le barème utilisé pour établir le classement est le suivant :
- Victoire : 3 points
- Match nul : 1 point
- Défaite : 0 point

| Rang | Équipe             | Pts | J  | G  | N  | P  | Bp | Bc | Diff |
| ---- | ------------------ | --- | -- | -- | -- | -- | -- | -- | ---- |
| 1    | Brøndby IF (T) (C) | 76  | 33 | 24 | 4  | 5  | 81 | 33 | +48  |
| 2    | Silkeborg IF       | 63  | 33 | 17 | 12 | 4  | 55 | 31 | +24  |
| 3    | FC Copenhague      | 61  | 33 | 18 | 7  | 8  | 66 | 48 | +18  |
| 4    | Vejle BK           | 52  | 33 | 16 | 4  | 13 | 53 | 51 | +2   |
| 5    | Akademisk Boldklub | 47  | 33 | 13 | 8  | 12 | 61 | 52 | +9   |
| 6    | Lyngby BK          | 45  | 33 | 13 | 6  | 14 | 53 | 62 | -9   |
| 7    | AaB Aalborg        | 44  | 33 | 12 | 8  | 13 | 54 | 48 | +6   |
| 8    | AGF Aarhus         | 43  | 33 | 11 | 10 | 12 | 53 | 52 | +1   |
| 9    | Herfølge BK        | 34  | 33 | 9  | 7  | 17 | 44 | 69 | -25  |
| 10   | Aarhus Fremad (P)  | 33  | 33 | 9  | 6  | 18 | 51 | 73 | -22  |
| 11   | Ikast FS (P)       | 29  | 33 | 8  | 5  | 20 | 51 | 86 | -35  |
| 12   | OB Odense          | 25  | 33 | 6  | 7  | 20 | 40 | 57 | -17  |

|  | Qualification pour la Ligue des clubs champions 1998-1999                                      |
|  | Qualification pour la Coupe des Coupes 1998-1999                                               |
|  | Qualification pour la Coupe UEFA 1998-1999                                                     |
|  | Qualification pour la Coupe Intertoto 1998                                                     |
|  | Relégation en 1.division                                                                       |
|  | (T) : Tenant du titre (C) : Vainqueur de la Coupe du Danemark (P) : Promu de deuxième division |

## Bilan de la saison
| Championnat du Danemark de football 1997-1998 |                       |
| Champion                                      | Brøndby IF (8e titre) |
| Coupes et trophées                            |                       |
| Vainqueur de la Coupe du Danemark 1997-1998   | Brøndby IF            |
| Qualifications continentales                  |                       |
| Ligue des clubs champions 1998-1999           | Brøndby IF            |
| Coupe des Coupes 1998-1999                    | FC Copenhague         |
| Coupe UEFA 1998-1999                          | Vejle BK              |
| Coupe UEFA 1998-1999                          | Silkeborg IF          |
| Coupe Intertoto 1998                          | Akademisk Boldklub    |
| Coupe Intertoto 1998                          | Lyngby BK             |
| Promotions et relégations                     |                       |
| Promus en Superligaen                         | Viborg FF             |
| Promus en Superligaen                         | B 93 Copenhague       |
| Relégués en 1.division                        | Ikast FS              |
| Relégués en 1.division                        | OB Odense             |